# Abtsteinach
Abtsteinach é um município da Alemanha, situado no distrito de Bergstrasse, no estado de Hesse. Tem 11,03 km² de área, e sua população em 2019 foi estimada em 2.431 habitantes.